# Geist und Seele wird verwirret
Geist und Seele wird verwirret, BWV 35, ist eine geistliche Kantate von Johann Sebastian Bach. Er komponierte die Solo-Kantate für Alt 1726 in Leipzig für den 12. Sonntag nach Trinitatis und führte sie am 8. September 1726 zum ersten Mal auf.
Bach komponierte die Kantate in seinem vierten Jahr als Thomaskantor in Leipzig. Der Text basiert auf den vorgeschriebenen Lesungen für den Sonntag, namentlich dem Abschnitt aus dem Markusevangelium, der die Heilung eines Taubstummen behandelt. Der Textdichter ist Georg Christian Lehms, dessen Kantatentexte Bach bereits während seiner Zeit als Konzertmeister am Hof zu Weimar vertont hatte. Der Text zitiert Gedanken aus dem Evangelium und entwickelt die Analogie, dass so wie das Ohr und die Zunge des Taubstummen geöffnet wurden, der Glaubende geöffnet werden sollte, die wunderbaren Taten Gottes zu erkennen. Bachs Kantaten für den Sonntag haben durchweg positiven Charakter, den der Komponist in früheren Werken durch die Mitwirkung von Trompeten unterstrich, während in dieser Kantate eine obligate Orgel für Glanz sorgt.
Die Kantate besteht aus sieben Sätzen in zwei Teilen, die vor und nach der Predigt musiziert wurden, beide Teile werden durch eine instrumentale Sinfonia mit konzertierender Orgel eingeleitet, die wahrscheinlich auf Konzertsätzen der Weimarer oder Köthener Zeit beruhen. Der Alt-Solist singt eine Reihe von abwechselnden Arien und Rezitativen und wird in allen drei Arien von der Orgel als gleichwertigem Partner begleitet. Das Orchester wird gebildet von zwei Oboen, Taille, Streichern und Basso continuo. Die Altstimme ist anspruchsvoll und war vermutlich für einen fähigen Sänger geschrieben, wie zwei andere Kantaten der Periode.

## Geschichte und Worte

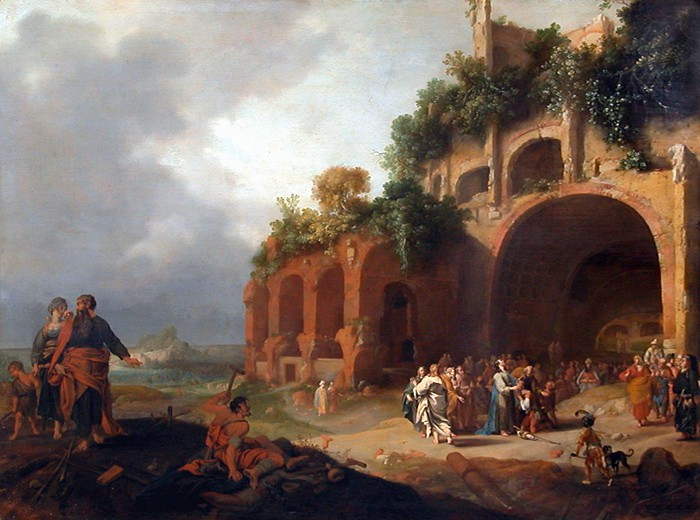
Christus heilt einen Taubstummen, das Thema des Evangeliums, von Bartholomeus Breenbergh, 1635

Bach komponierte die Kantate in seinem vierten Jahr als Thomaskantor in Leipzig für den 12. Sonntag nach Trinitatis. Sie wird als Teil seines dritten Kantatenzyklus gezählt. Die vorgeschriebenen Lesungen für den Sonntag waren 2 Kor 3,4–11 , Paulus über die „Klarheit des Geistes“, und Mk 7,31–37 , die Heilung eines Taubstummen. Der Text stammt von Georg Christian Lehms und erschien 1711 im Kantatenjahrgang Gottgefälliges Kirchen-Opffer. Der Text nimmt die Heilung des Taubstummen zum Ausgangspunkt für Gedanken, dass der Glaubende taub und stumm wird, wenn er in Ehrfurcht Wunder wie die Heilung und die Schöpfung betrachtet. Der Text der zweiten Arie zitiert den letzten Vers des Evangeliums fast wörtlich. Bach hatte bereits seine erste Solo-Kirchenkantate, Widerstehe doch der Sünde, in Weimar auf einen Text von Lehms geschrieben, ebenfalls für eine Altstimme.
Die Kantate ist eine von drei 1726 komponierten, in denen ein Alt die einzige Solostimme ist, neben Vergnügte Ruh, beliebte Seelenlust und Gott soll allein mein Herze haben. Es ist anzunehmen, dass Bach zu der Zeit einen fähigen Sänger zur Verfügung hatte.
Bach hatte bereits zwei Kantaten für den 12. Sonntag nach Trinitatis komponiert, im ersten Jahr in Leipzig Lobe den Herrn, meine Seele, erstmals am 15. August 1723 aufgeführt, und in seinem dritten Jahr dort Lobe den Herren, den mächtigen König der Ehren, zuerst am 19. August 1725 aufgeführt als ein Nachtrag zum Zyklus der Choralkantaten. Beide Werke konzentrieren sich auf Lob, was durch festliche Trompeten im Orchester hervorgehoben wird.
Die Kantate Geist und Seele wird verwirret enthält zwei ausgedehnte konzertante Sätze für Orgel und Orchester, die wahrscheinlich auf verlorenen Konzertsätzen für Tasteninstrument, Oboe oder Violine beruhen. Die ersten neun Takte der ersten Sinfonia stimmen mit dem Fragment BWV 1059 überein.
Bach leitete die erste Aufführung am 8. September 1726 und übernahm wahrscheinlich selbst den Orgelpart.

## Aufbau und Besetzung

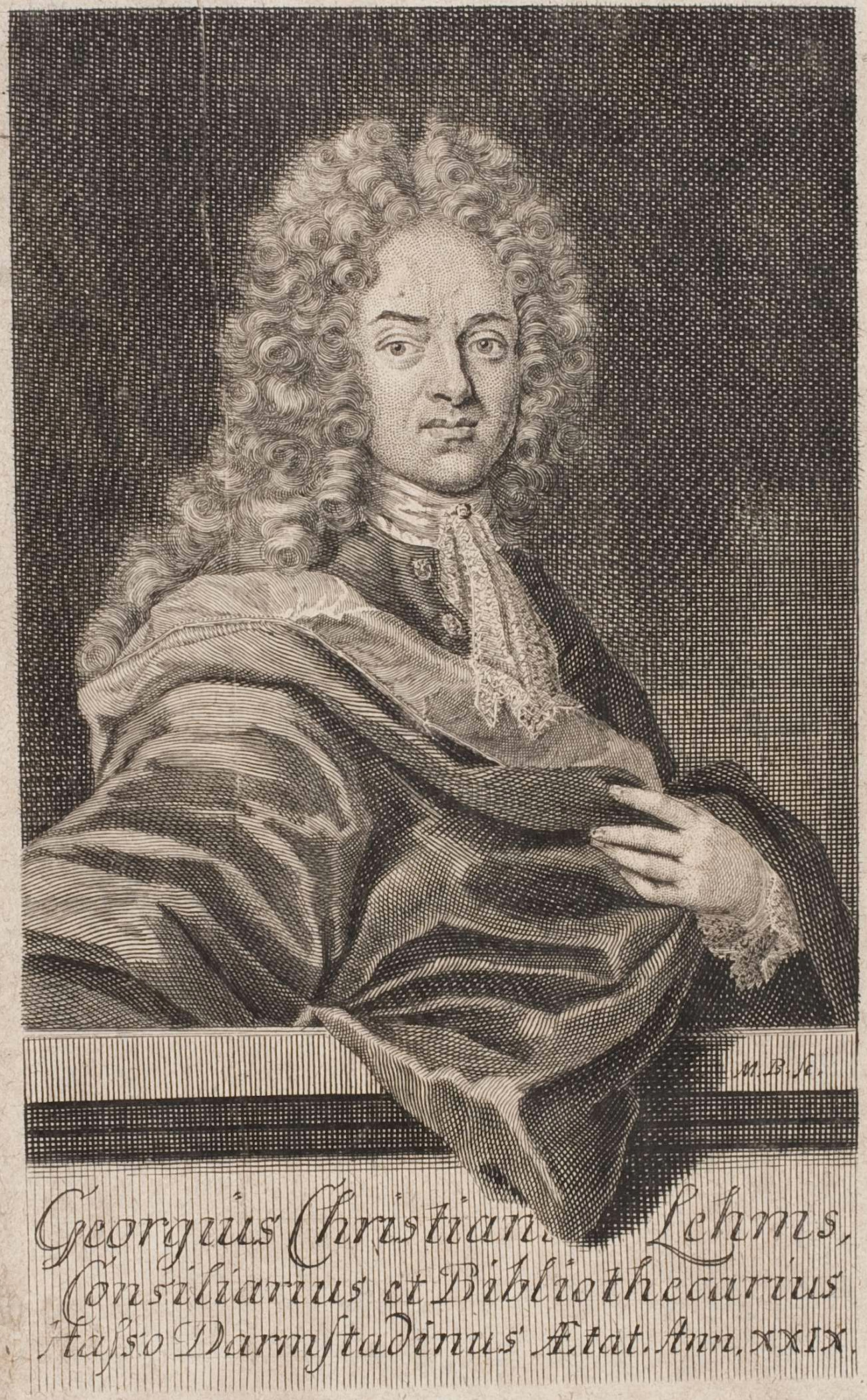
Georg Christian Lehms, der Textdichter

Bach gliederte die Kantate in zwei Teile, vier Sätze zur Aufführung vor der Predigt, drei nach der Predigt. Beide Teile beginnen mit einer Sinfonia. Bach setzte die Kantate für Altstimme, zwei Oboen, Taille, Orgel, zwei Violinen, Viola und Basso continuo.
1. Sinfonia
2. Aria: Geist und Seele wird verwirret
3. Recitativo: Ich wundre mich
4. Aria: Gott hat alles wohlgemacht
5. Sinfonia
6. Recitative: Ach, starker Gott
7. Aria: Ich wünsche nur bei Gott zu leben